# 1999年のラジオ (日本)
1999年のラジオ (日本)では、1999年の日本のラジオ番組、その他ラジオ界の動向について記す。

## 主な番組関連の出来事

### 7月
- 10日 - ニッポン放送の土曜朝ワイド番組『お願い!DJ!克也とミッちゃんはっぴぃウィークエンド』が放送開始（ - 2001年5月26日）。
  - それに伴い、当時月 - 土曜に放送していた『お早うネットワーク』の土曜版がニッポン放送は『かけまくリクエスト』、系列局のほとんどが『トキちゃんのアミューズメントワールド』（のちに『アミューズメントワールド』）となり、ニッポン放送制作の裏送り番組に。

## 開局

### 民間放送局
- 4月1日 - 岡山エフエム放送

### コミュニティーFM局
- 2月14日 - 宮崎サンシャインエフエム
- 2月21日 - エフエムゆーとぴあ
- 3月14日 - 宮崎シティエフエム（2005年10月31日廃局）
- 4月3日 - エフエム上越（現:FMじょうえつ FM-J）
- 4月14日 - エフエム熱海（現:エフエム熱海湯河原）
- 6月1日 - 尾道エフエム放送（エフエムおのみち）
- 7月24日 - エフエム西大和（FMハイホー）
- 9月1日 - エフエムよっかいち（現:CTY-FM）
- 9月25日 - 仙台市民放送（FMじょんぱ）（2007年3月13日廃局）
- 12月24日 - ねむろ市民ラジオ（FMねむろ）

## 開始番組

### 1999年3月放送開始
ニッポン放送
- 29日 - allnightnippon SUPER!
- 30日
  - LFクールKのLF+Rフライングビート
  - @llnightnippon.com

### 1999年4月放送開始
NHKラジオ第1放送
- 1日
  - ラジオあさいちばん
  - ラジオいきいき倶楽部
  - ラジオほっとタイム
- 4日 - 地球ラジオ

NHK-FM放送
- 1日
  - 弾き語りフォーユー
  - ミュージックポプリ
- 2日 - ザ・ソウルミュージック
- 3日
  - ウィークエンドサンシャイン
  - 世界の快適音楽セレクション
- 5日 - 夜のエスプレッソ

STVラジオ
- 6日 - アタヤンPUSH!

MBSラジオ
- 2日 - 金曜12時上岡龍太郎がやって来た

ラジオ大阪
- 10日 - おおさかパワーワイド 元気もってこい!

TOKYO FM
- 1日
  - やまだひさしのラジアンリミテッド
  - モーニング娘。のスーパー・モーニングライダー![1]
- 2日 - ラジオ黄金時代

### 1999年5月放送開始
MBSラジオ
- 22日 - さてはトコトン菊水丸

### 1999年7月放送開始
ニッポン放送
- 10日 - お願い!DJ!克也とミッちゃんはっぴぃウィークエンド